# Tommy Wright (Fußballspieler, 1963)
Thomas „Tommy“ James Wright (* 29. August 1963 in Ballyclare) ist ein ehemaliger nordirischer Fußballnationaltorhüter und aktuell Fußballtrainer.

## Karriere

### Als Spieler
Tommy Wright wurde 1963 in Ballyclare 20 km nördlich von Belfast geboren. Seine Karriere begann er 1984 beim Linfield FC. Mit dem Verein gewann er in den 1980er Jahren dreimal infolge die Nordirische Meisterschaft. Im Januar 1988 wurde er von Newcastle United für £30.000 verpflichtet. Für den englischen Erstligisten absolvierte er in der Saison 1987/88 kein Spiel mehr. In der darauf folgenden Spielzeit 1988/89 kam er auf neun Ligaspiele, nachdem sich Dave Beasant im Januar 1989 dem FC Chelsea angeschlossen hatte. In der gleichen Saison stieg Newcastle als Tabellenletzter in die Second Division ab. In der Zweitligasaison folgten 14 Einsätze. Nach dem verpassten Aufstieg in den Play-offs, wurde Wright zu Beginn der neuen Saison nicht eingesetzt und schließlich von Februar bis Mai 1991 an Hull City verliehen. Nach seiner Rückkehr wurde er Stammtorhüter bei den Magpies. Diesen Platz verlor er später an den Tschechen Pavel Srníček. Im September 1993 wechselte er für eine Ablösesumme von £350.000 zu Nottingham Forest. Dort war er hinter Mark Crossley zweiter Torhüter. In seinen letzten beiden Vertragsjahren in Nottingham wurde der Torhüter im Jahr 1996 an den Zweitligisten FC Reading verliehen. Danach von Januar bis Februar 1997 an den Erstligisten Manchester City, der am Ende der Saison 1995/96 abstieg. Bei den Citizens war er zunächst hinter Eike Immel und dann hinter Martyn Margetson Ersatztorhüter. In der Saison 1997/98 folgte der Abstieg in die dritte Liga. Wright wurde daraufhin in den beiden folgenden Jahren an den AFC Wrexham, Newcastle United und die Bolton Wanderers verliehen. 2001 wurde er von den Wanderers fest verpflichtet. Danach spielte er ein Jahr für Ballymena United in Nordirland.
Zwischen 1989 und 1999 absolvierte Wright 31 Länderspiele für die nordirische Fußballnationalmannschaft.

### Als Trainer
Im Jahr 2003 begann Wright mit seiner Tätigkeit als Vereinstrainer. Im November 2003 übernahm er den nordirischen Verein Limavady United. Zwei Jahre später war er Trainer bei Ballymena United. Danach trainierte er von 2009 bis 2011 Lisburn Distillery. Im November 2011 wurde er Co-Trainer von Steve Lomas beim schottischen Erstligisten FC St. Johnstone. Sein ehemaliger Teamkollege aus Manchester wechselte im Juni 2013 nach England zum FC Millwall. Wright übernahm in der folge das Traineramt bei den Saints. Den im Jahr 1884 gegründeten Verein führte er in seinem ersten Jahr zum ersten Pokalsieg in der Vereinsgeschichte, als Dundee United bezwungen wurde. In den folgenden Jahren führte er den Verein aus Perth mehrfach in den Europapokal.
Anfang Mai 2020 erklärte er nach sieben Jahren im Amt seinen sofortigen Rücktritt, als Begründung gab er an, „eine Pause zu brauchen“. Die Scottish Premiership 2019/20 war zu diesem Zeitpunkt wegen der weltweiten COVID-19-Pandemie seit anderthalb Monaten unterbrochen.